# Tillandsia steyermarkii
Tillandsia steyermarkii är en gräsväxtart som beskrevs av Lyman Bradford Smith. Tillandsia steyermarkii ingår i släktet Tillandsia och familjen Bromeliaceae. Inga underarter finns listade i Catalogue of Life.